# Karolingiska renässansen

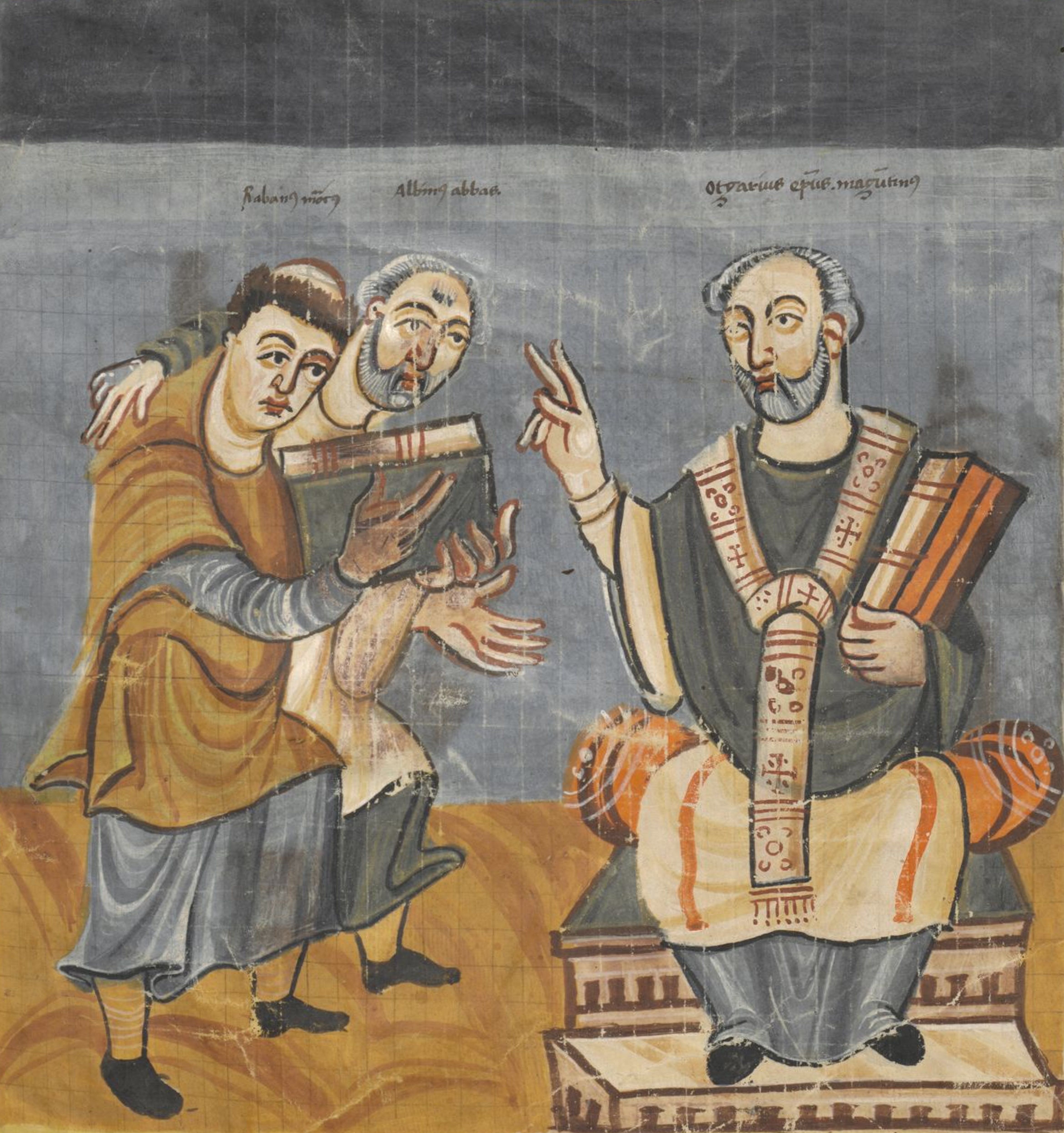
Alkuin (i mitten) var en av förgrundsgestalterna i den karolingiska renässansen. Till vänster ses hans lärjunge Rhabanus Maurus, till höger ärkebiskop Otgar av Mainz.

Karolingiska renässansen var det återupplivande av lärdomen och konsterna som skedde under den frankiske kejsaren Karl den store (död 814). Återupplivandet av utbildningen, befordrat av grundandet av skolor i hela imperiet, uppstod ur återgången till latinsk litteratur och lärdom vid Karl den stores hov i Aachen (Aix-en-Chapelle), genom den lärde engelske humanisten Alkuin.

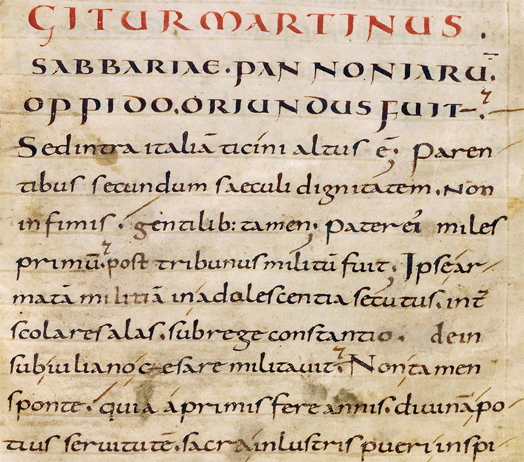
Textsida skriven med karolingisk minuskel

En verkligt betydande insats var kopierandet av klassiska manuskript och skapandet av den kraftfulla och distinkta minuskeln. Inom den europeiska arkitekturen innebar den karolingiska renässansen en återgång till byggnader i stor skala. Verk som palatskapellet i Aachen föranledde den romanska stilens utveckling.